# Final Destination
Final Destination er en overnaturlig – thriller – gyserfilm fra 2000, om en gruppe teenagere, der snyder døden ved at undgå et flystyrt da en af dem, Alex, har en forudanelse om deres død. Kort efter deres flugt, begynder de at dø én efter én i mystiske mærkværdige ulykker. Manuskriptet blev oprindeligt skrevet af Jeffrey Reddick som et spec manuskript til The X-Files. Instruktøren James Wong arbejdede som forfatter, producer og instruktør på denne serie. Filmen er distribueret af New Line Cinema. DVD'en blev udgivet den 26. september 2000 i USA. Filmen var den første i Final Destination serien, som siden har udgivet tre fortsættelser og en række bøger.
Final Destination finder sted på Long Island . Steder som f.eks Jones Beach og John F. Kennedy International Airport, vises i filmen. Nassau County er nævnt.

## Medvirkende
- Devon Sawa som Alex Browning
- Ali Larter som Clear Rivers
- Kerr Smith som Carter Horton
- Kristen Cloke som Ms. Valerie Lewton
- Seann William Scott som Billy Hitchcock
- Chad Donella som Tod Waggner
- Amanda Detmer som Terry Chaney
- Daniel Roebuck som Agent Weine
- Roger Guenveur Smith som Agent Schreck
- Tony Todd som William Bludworth

## Tagline
- Most people have dreams. For Alex, this is real.
- No Accidents. No Coincidences. No Escapes. You Can't Cheat Death.
- Are you ready to match wits with the Grim Reaper?